# Ambohinihaonana
Ambohinihaonana est une commune rurale malgache située dans la région de Vatovavy.